# Општина Амфипољ
Општина Амфипољ (грч. Δήμος Αμφίπολης, Димос Амфиполис) је општина у Грчкој у округу Сер, периферија Средишња Македонија. Административни центар је насеље Радолијево. Општина је добила име по античком граду Амфипољу.

## Насељена места
Општина Амфиполи је формирана 1. јануара 2011. године спајањем 4 некадашњих административних јединица: Амфипољ, Кормишта, Проти и  Радолијево.
- Општинска јединица Амфипољ: Палеокоми, Акти Неон Кердилион, Амфиполи, Лимани, Лонгари, Месолакија, Нова Кердилија, Нова Месолакија, Нови Амфиполи, Нови Фили, Сикија.
- Општинска јединица Кормишта: Нова Бафра, Баница, Горњи Символи, Илиокоми, Кормишта.
- Општинска јединица Проти: Проти, Анџиста, Витачишта.
- Општинска јединица Радолијево: Радолијево, Домирос, Мали Сули.